# Reginald Beckwith
Reginald Beckwith, all'anagrafe William Reginald Beckwith (York, 2 novembre 1908 – Bourne End, 26 giugno 1965), è stato un attore britannico.

## Biografia
Nella sua carriera, Reginald Beckwith apparve in più di cento produzioni cinematografiche e televisive. Prima della seconda guerra mondiale fu anche critico cinematografico e drammaturgo, e dal 1941 al 1945 fu corrispondente di guerra della BBC. Scrisse un'opera teatrale, Boys in Brown, che venne trasposta per il grande schermo nell'omonimo film del 1949, interpretato da Richard Attenborough e Dirk Bogarde. Fu coautore della sceneggiatura del film You're Only Young Twice (1952), basato sull'opera teatrale di James Bridie.
Tra i suoi ruoli cinematografici, quello di frate Tuck ne La spada di Robin Hood (1954) di Val Guest, e di Sir Dagonet in Ginevra e il cavaliere di re Artù (1963) di Cornel Wilde. Apparve inoltre ne La notte del demonio (1957), horror diretto da Jacques Tourneur, nel comico Uno sparo nel buio (1964), secondo capitolo della saga della Pantera Rosa, e in Agente 007 - Thunderball (Operazione tuono) (1965), quarta pellicola della serie ufficiale di James Bond. Il suo ultimo ruolo di rilievo fu quello di Mr. Kahn nella commedia di spionaggio A caccia di spie (1965) di Val Guest.
Morì infarto il 28 giugno 1965, all'età di 56 anni. 

## Filmografia parziale

### Cinema
- La tragedia del capitano Scott (Scott of the Antarctic), regia di Charles Frend (1948)
- Alto comando: operazione uranio (Mr Drake's Duck), regia di Val Guest (1951)
- La cortina del silenzio (Circle of Danger), regia di Jacques Tourneur (1951)
- La fossa dei peccati (Another Man's Poison), regia di Irving Rapper (1951)
- La morte colpisce a tradimento (Whispering Smith Hits London), regia di Francis Searle (1952)
- The Titfield Thunderbolt, regia di Charles Crichton (1953)
- La rivale di mia moglie (Genevieve), regia di Henry Cornelius (1953)
- Provinciali a Parigi (Innocents in Paris), regia di Gordon Parry (1953)
- Il forestiero (The Million Pound Note), regia di Ronald Neame (1954)
- Scandalo di notte (Fast and Loose), regia di Gordon Parry (1954)
- Il grido del sangue (Dance Little Lady), regia di Val Guest (1954)
- La spada di Robin Hood (The Men of Sherwood Forest), regia di Val Guest (1954)
- Gli anni pericolosi (These Dangerous Years), regia di Herbert Wilcox (1957)
- La notte del demonio (Night of the Demon), regia di Jacques Tourneur (1957)
- Benvenuto a Scotland Yard! (Law and Disorder), regia di Charles Crichton (1958)
- La bocca della verità (The Horse's Mouth), regia di Ronald Neame (1958)
- Sotto coperta con il capitano (The Captain's Table), regia di Jack Lee (1958)
- Up the Creek, regia di Val Guest (1958)
- I 39 scalini (The 39 Steps), regia di Ralph Thomas (1959)
- Su e giù per le scale (Upstairs and Downstairs), regia di Ralph Thomas (1959)
- Espresso Bongo (Expresso Bongo), regia di Val Guest (1959)
- Guerra fredda e pace calda (Bottoms Up), regia di Mario Zampi (1960)
- Cinque ore in contanti (Five Golden Hours), regia di Mario Zampi (1961)
- ...e la Terra prese fuoco (The Day the Earth Caught Fire), regia di Val Guest (1961)
- La notte delle streghe (Night of the Eagle), regia di Sidney Hayers (1962)
- Parola d'ordine: coraggio (The Password Is Courage), regia di Andrew L. Stone (1962)
- Ginevra e il cavaliere di re Artù (Lancelot and Guinevere), regia di Cornel Wilde (1963)
- Dottore nei guai (Doctor in Distress), regia di Ralph Thomas (1963)
- International Hotel (The V.I.P.s), regia di Anthony Asquith (1963)
- Uno sparo nel buio (A Shot in the Dark), regia di Blake Edwards (1964)
- Una Rolls-Royce gialla (The Yellow Rolls-Royce), regia di Anthony Asquith (1965)
- Le avventure e gli amori di Moll Flanders (The Amorous Adventures of Moll Flanders), regia di Terence Young (1965)
- Il segreto del mio successo (The Secret of My Success), regia di Andrew L. Stone (1965)
- Il filibustiere della costa d'oro (Mister Moses), regia di Ronald Neame (1965)
- Agente 007 - Thunderball (Operazione tuono) (Thunderball), regia di Terence Young (1965)
- A caccia di spie (Where the Spies Are), regia di Val Guest (1966)

### Televisione
- The Errol Flynn Theatre – serie TV, episodio 1x10 (1956)
- Il Santo (The Saint) – serie TV, episodio 2x23 (1964)

## Doppiatori italiani
- Carlo Romano in La tragedia del capitano Scott, Scandalo di notte, La spada di Robin Hood, Sotto coperta con il capitano, Ginevra e il cavaliere di Re Artù
- Nino Camarda in La rivale di mia moglie
- Cesare Polacco in Uno sparo nel buio